# August de Laat

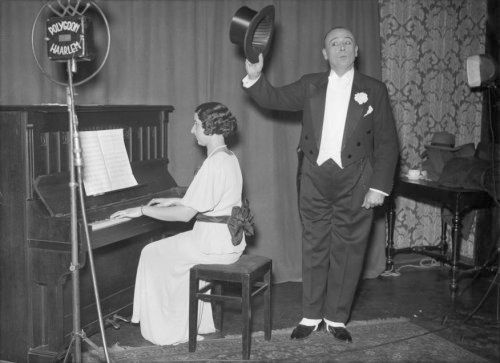
August de Laat met zijn dochter (1936)

August de Laat (Tilburg, 16 september 1882 – Tilburg, 14 februari 1966) was een Nederlands zanger-humorist.
In het begin van de twintigste eeuw ontwikkelde hij zich via het amateurtoneel en talentenjachten tot humorist. Samen met zijn stadsgenoot Adriaan van Ierland vormde hij een duo. In 1910 maakten De Laat en Van Ierland enkele plaatopnames. Vanaf 1911 ging hij solo verder. De Laat zou in totaal ruim 350 nummers op de plaat vastleggen, onder meer met begeleiding van het bekende dansorkest The Ramblers.
Vanwege zijn krachtige stemgeluid en zijn duidelijke dictie was hij een geschikte zanger voor primitieve media als de grammofoon en de radio. 
Het toppunt van zijn populariteit bereikte hij in de jaren twintig en dertig van de twintigste eeuw. Zijn bekendste nummers zijn 'Breng eens een zonnetje onder de mensen', 'Ik heb een huis met een tuintje gehuurd' en 'Brabants volkslied'.
De Laat trad in het land op met een eigen familie-ensemble, waarbij zijn zoon André de Laat en zijn dochter Caroline de Laat hem op de piano begeleidden. Ook vormde hij van 1920 tot begin jaren dertig een duo met zijn jonggestorven broer Ko de Laat Senior, met wie hij ook voor de radio optrad. 
De Laat trad als solist of duettist regelmatig op voor de KRO, maar ook voor de H.D.O. (voorloper van de huidige AVRO), de Vlaamse KRO en de PHOHI (omroep voor kolonialen in Nederlands-Indië).  
Na de oorlogsjaren trad De Laat nog incidenteel op; in 1960 nam hij definitief afscheid met een goed beluisterde radiospecial van de VARA. 
De Laat is een oudoom van de dichter/performer Ko de Laat.